# Aurelio Lampredi

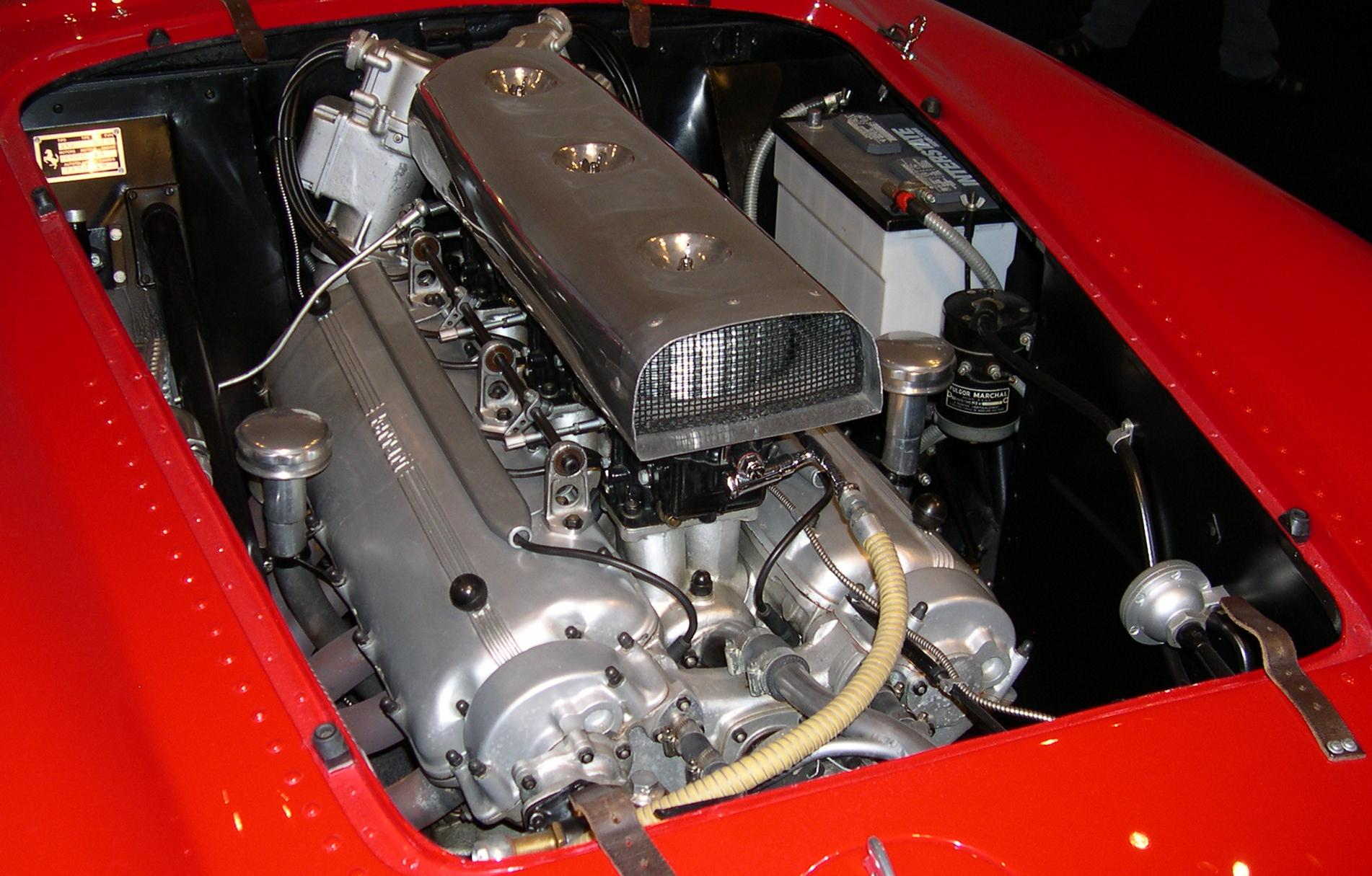
Der Ferrari Lampredi-Motor in einem Ferrari 375 Plus

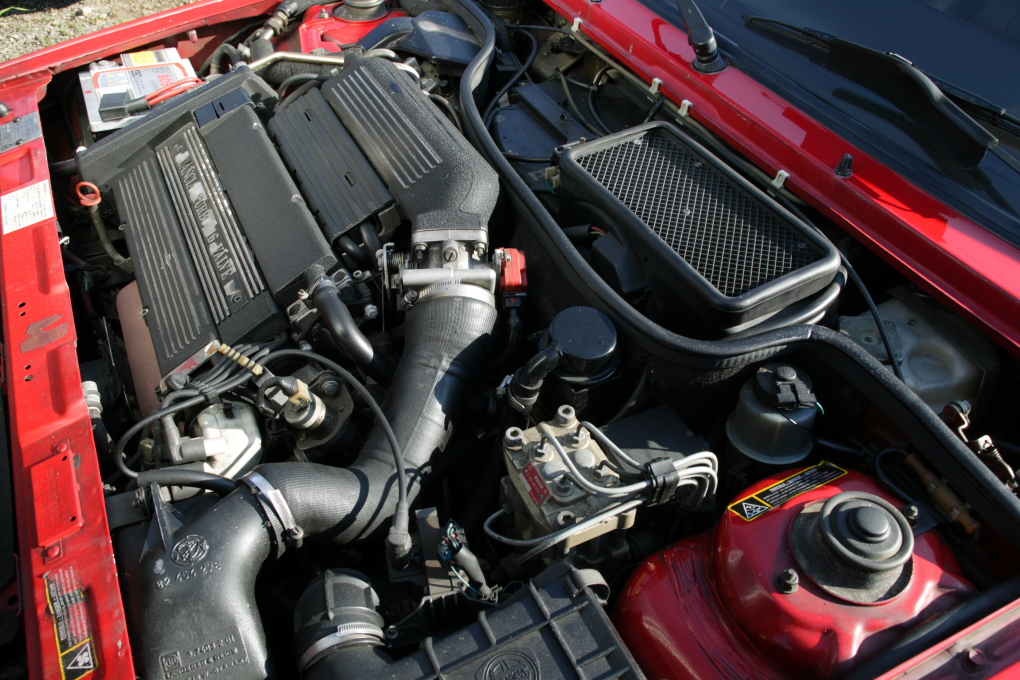
Der Fiat Twin-Cam-Motor im Lancia Delta HF Integrale

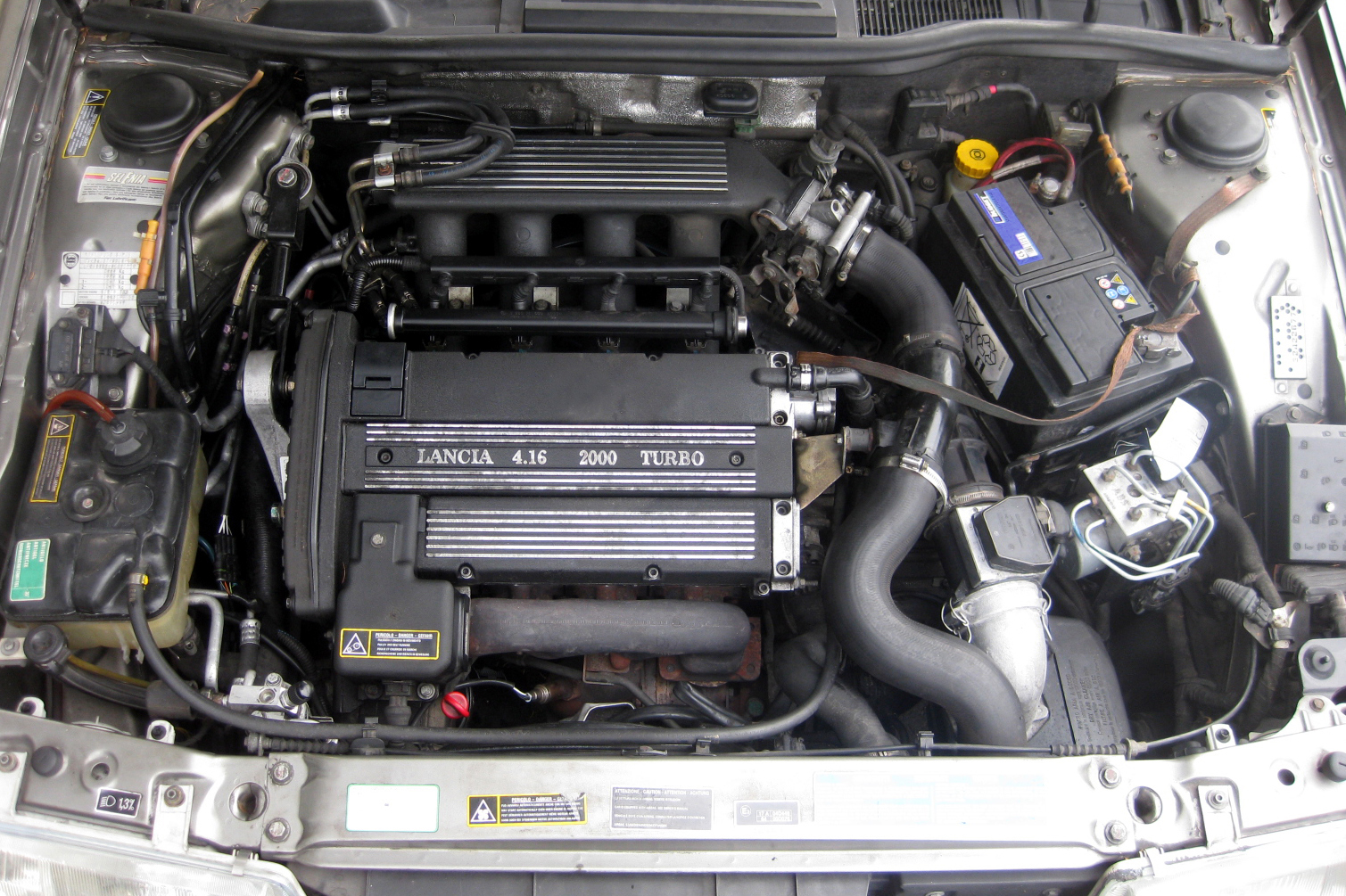
Der Fiat Twin-Cam-Motor im Lancia Kappa Coupé

Aurelio Lampredi (* 16. Juni 1917 in Livorno; † 1. Juni 1989 ebenda) war ein italienischer Konstrukteur von Automobil- und Flugmotoren.

## Beruflicher Werdegang
Lampredi begann seine Laufbahn vor dem Zweiten Weltkrieg. Er arbeitete bei Piaggio, Isotta Fraschini und später für Reggiane als Konstrukteur von Flugzeugmotoren.
Nach dem Krieg wurde er als Konstrukteur von Zwölfzylindermotoren für die Scuderia Ferrari weit über die Grenzen Italiens hinaus bekannt. Lampredi hatte schon 1946 einen Motor für Ferrari gebaut. Dieser 4,5-Liter-V12-Motor kam im Ferrari 275S ab 1950 zum Einsatz. Lampredi kehrte 1947 für ein Jahr zu Isotta Fraschini zurück, ab 1948 begann er sein Konzept der Motoren ohne Aufladung bei Ferrari zu verwirklichen.
Die neuen Motoren hatten maßgeblichen Anteil an den ersten Erfolgen von Ferrari in der Formel 1. Zunächst waren die Triebwerke im 275F1 sowie im 340F1 eingebaut, bevor José Froilán González im Ferrari 375F1 mit Lampredi-V12-Motor beim Großen Preis von Großbritannien 1951 in Silverstone den ersten Sieg für Ferrari bei einem Weltmeisterschaftslauf feierte.
Als sich 1952 die Regeln für die Rennen der größten Monopostoklasse änderten, konstruierte Aurelio Lampredi einen neuen Motor. Für die nunmehr nach dem technischen Reglement der Formel 2 ausgetragenen Rennen der Fahrerweltmeisterschaft entwickelte er einen Vierzylindermotor mit 2 Liter Hubraum. Der Motor kam im neuen Ferrari 500 zum Einsatz, mit dem Alberto Ascari die Weltmeisterschaften 1952 und 1953 gewann.
Lampredis Arbeit für Ferrari endete 1955 nach der Übernahme der Rennabteilung von Lancia. Mit Lancia kamen Vittorio Jano zu Ferrari und dessen V6- und V8-Motoren in die Ferrari-Rennwagen. Die Lampredi-12-Zylinder-Motoren lebten jedoch weiter und kamen noch viele Jahre in den Straßenwagen zum Einsatz. Lampredi selbst wechselte zu Fiat und war dort bis 1977 Chefentwickler in der Motorenabteilung. Von 1973 bis 1982 war er auch Sportdirektor bei der Fiat-Tochter Abarth.
Aurelio Lampredi war verantwortlich für die Fiat-Twin-Cam- und SOHC-Motoren, die er stetig weiterentwickelte. Der sogenannte Lampredi-Motor wurde, zunächst als 8V-Triebwerk und später als 2-Liter-16V-Triebwerk, bis in die späten 1990er-Jahre gebaut. 1982 erreichte dieser Motortyp als 16V-Turbo-Version im Rennfahrzeug Lancia LC1 450 PS aus 1,4 l Hubraum. Die leistungsstärksten Serienfahrzeuge mit Fiat-Twin-Cam-Motor waren der Lancia Delta S4 (1985) und der Lancia Hyena (1992) mit jeweils 250 PS.